# Беука (комуна)
Беука (рум. Beuca) — комуна у повіті Телеорман в Румунії. До складу комуни входять такі села (дані про населення за 2002 рік):
- Беука (1364 особи)
- Плопі (282 особи)

Комуна розташована на відстані 92 км на захід від Бухареста, 43 км на північний захід від Александрії, 92 км на схід від Крайови.

## Населення
У 2009 року у комуні проживали 1487 осіб.